# Wangdue Dorjee
Wangdue Dorjee aussi écrit Wangdu Dorjee (tibétain : དབང་འདུད་རྡོ་རྗེ, Wylie : dbang ‘dud rdo rje) aussi appelé Tamshul Dhedong Wangdi Dorje, né en 1914, Tamshul, Lhassa, Tibet, mort en 1994, est un homme politique tibétain. Un des premiers députés du Parlement tibétain en exil élu en 1960, il devint ministre de l'Intérieur puis premier ministre du Gouvernement tibétain en exil au début des années 1980.

## Biographie
Wangdue Dorjee est né en 1914 à Tamshul près de Lhassa au Tibet. Son père meurt alors qu'il a 11 ans. Il fut domestique d'une famille aristocratique, une origine qui l'amena à s'affirmer non-qualifié pour être ministre, ce que le dalaï-lama refusa. 

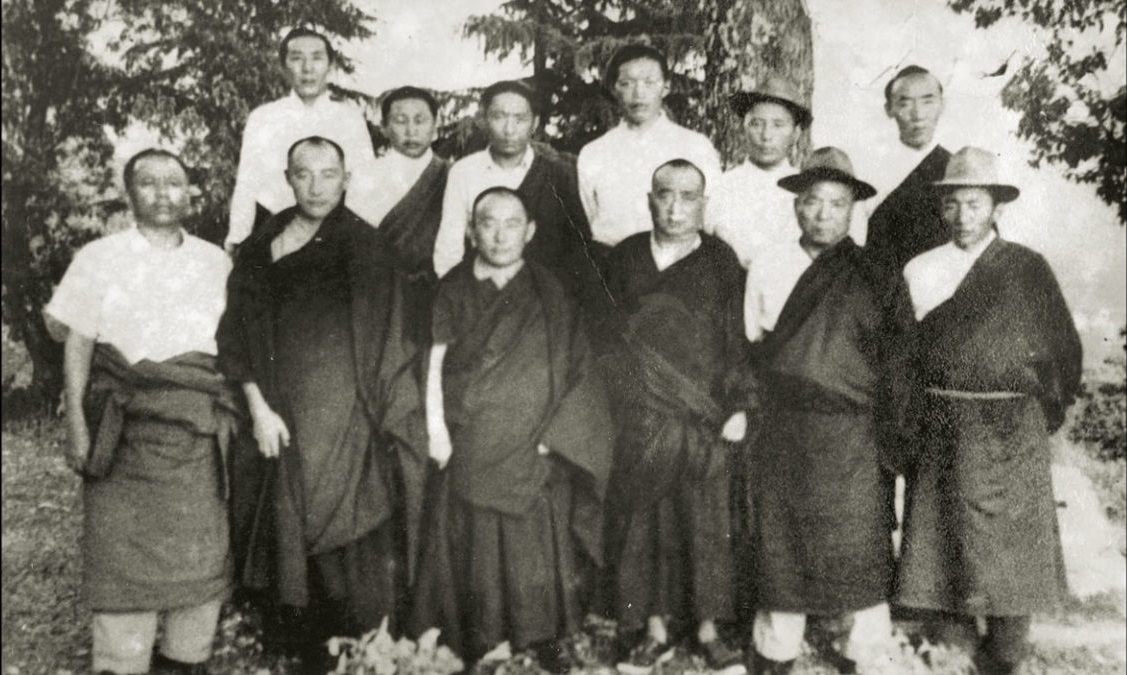
Les membres de la 1re Assemblée tibétaine. Rangée avant, de gauche à droite : Tsering Gonpo, Atro Rinpoché Karma Shenphen Choekyi Dawa, Tongkor Trulku Lobsang Jangchup, Lobsang Namgyal, Dorjee Pelsang, Tsultrim. Rangée arrière, de gauche à droite : Lobsang Nyendak, Tsewang Tamdin, Tsering Wangdue, Rinchen Tsering, Kalsang Damdul, Wangdu Dorje

Après le soulèvement tibétain de 1959, il s’exile en Inde. Il est l'un des rares réfugiés tibétains connaissant un peu d’hindi, et en conséquence aide à la distribution de matériel de secours aux réfugiés à Buxa Duar. Lors de la mise en place de la première Assemblée des députés du peuple tibétain (alors connue sous le nom de Commission des députés du peuple tibétain), il est élu de la 1er Assemblée tibétaine représentant l'Ü-Tsang et exerce les fonctions de député pendant un mandat. 
Il devint secrétaire du Kashag de 1962 à février 1964. 
Il est ministre de l'Intérieur du 20 février 1964 à janvier 1983. 
En 1973, il est envoyé au Népal avec Taring Jigme Namgyal (aussi appelé George Taring, fils de Raja Taring) et Alak Jigme Rinpoché pour aider à la réédition des soldats de la résistance tibétaine. 
Du 22 avril 1977 au 15 septembre 1978, il fut le représentant du dalaï-lama au Bureau du Tibet de New Delhi.
Il est premier ministre du Gouvernement tibétain en exil du 5e Kashag de 1980 à 1985.
Wangdu Dorjee, conduisit des recherches sur la collecte de documents historiques, et employa Trinlay Namgyal Lhukhang du 1er avril 1986 au 30 avril 1987.
En 1988, il est un des six membres de la délégation tibétaine, avec Tashi Wangdi, Lodi Gyari, Alak Jigme Lhundup,  Sonam Topgyal et Lhamo Tsering, qui devait débuter en janvier 1989 des négociations sur l'avenir du statut du Tibet avec les officiels chinois à Genève en Suisse. La Chine refusa cependant cette proposition, mettant en avant que des membres de la délégation sont liés au gouvernement tibétain en exil qu'elle ne reconnaît pas.
En 1990, il est l’un des cinq membres du « Comité de rédaction de la Constitution » dirigé par Juchen Thupten Namgyal, et comprenant aussi Rikha Lobsang Tenzin, Samdhong Rinpoché et Kirti Rinpoché.
Wangdue Dorjee est l'auteur d'une autobiographie en tibétain.

## Publication
- (bo) rdo rje, dbang ‘dud (1999). sger zur khang gi g.yog nas bod kyi bka' blon khri pa bar gyi lo rgyus bshad pa. Dharamsala: bod kyi dpe mdzod khang.